# Union sportive testerine
 (septembre 2018).
Si vous disposez d'ouvrages ou d'articles de référence ou si vous connaissez des sites web de qualité traitant du thème abordé ici, merci de compléter l'article en donnant les références utiles à sa vérifiabilité et en les liant à la section « Notes et références ».
L'Union sportive testerine est un club de rugby à XV français. Basé à La Teste-de-Buch en Gironde. Il évolue au plus haut niveau : 1re division groupe A ou groupe B, avant de rentrer dans le rang. En 2006-2007, l'Union Sportive Testerine évolue en Fédérale 2. En 2008, à la suite de la fusion avec le Sport athlétique arcachonnais, l'UST disparaît, remplacée par le Rugby club bassin d'Arcachon.

## Historique
En 1905, le Stade bordelais rafle les titres de champion de France. L'Union Sportive Testerine naît et dispute son premier match de championnat à Podensac en 1906. Le rugby est très populaire et l'engouement est réel. En 1921, l'UST participe au championnat de 2e division. En 1925-1926, c'est l'accession à la première division après un match de barrage contre l'Olympique de Paris. L'UST termine à la dernière place et redescend. Deux ans plus tard, c'est une nouvelle accession. L'équipe progresse, compte de nouveaux joueurs, mais n'a pas les moyens nécessaires pour lutter contre les grands clubs de l'époque. Elle est de nouveau reléguée. 
Il y a une nouvelle apparition en première division (1933-1934), puis c'est une période noire. Le club est dissous en 1936, endetté. Le terrain est repris par son propriétaire; les tribunes en bois sont vendues. Le stade Pierre Lesca situé près du Port (à proximité des Ets Sattanino) a vécu. En 1940, une section de rugby est créée au sein de l'Association Sportive Testerine présidée par le Docteur Hamard. Demi-finaliste du championnat de France 1959-1960, le club retrouve sa place parmi l'élite après une brillante saison.
Le club retombe ensuite rapidement en deuxième puis en troisième division.
L'UST, renforcé par quelques anciens béglais, revient sur le devant de la scène dans les années 1990.
Demi-finaliste du championnat de France de première division groupe B en 1996, il monte en groupe A2, le second niveau hiérarchique du rugby français.
Il se maintient la première année à ce niveau ne manquant la qualification qu'au goal-average au profit de Rumilly tout en atteignant les huitièmes de finale de la coupe de France après avoir éliminé le RC Toulon en seizième 11-8.
L'année suivante, il réussit même à se qualifier pour les phases finales de perd contre le FC Auch 26-23 le match de la montée dans l'élite.
Le club est finalement relégué en 1999 en nationale 1, l'ancêtre de l'actuelle Fédérale 1.

## Palmarès
- Finaliste Fédérale 1 en 1990 et 2001

## Personnalités du club

### Joueurs emblématiques
- William Téchoueyres
- Manuel Carpentier
- Laurent Armand
- Grégoire Yachvili
- Marc Sallefranque

### Entraîneurs
- Pierre Jalby
- Jean Gassian
- Jean Robert Lalanne
- Pierre Espilondo
- Yves Appriou
- Philippe Berbizier
- Xavier Blond
- Jean Guibert
- François Cantet
- Christophe Babillot
- Jean Plantey
- Christophe Rouchaleou